# Велика сучасна енциклопедія
Велика сучасна енциклопедія — десятитомне енциклопедичне видання, загальна енциклопедія, видана у 2012–2013 роках харківським видавництвом «Клуб сімейного дозвілля». Автор — Івченко Андрій Сергійович, старший науковий співробітник Інституту географії НАН України. 
Енциклопедія складається з 10 томів, містить понад 30 000 окремих статей, присвячених широкому спектру базових знань на рівні загальноосвітніх шкіл та перших курсів закладів вищої освіти. Близько 7500 статей присвячена відомостям про Україну, з яких понад 2500 статей — видатним особам, які мали стосунок до України. 
Книги серії з твердою палітуркою та форматом 130х200 мм. Читацька аудиторія — підлітки від 9 до 12 років. Тираж становить від 16 000 до 20 000 екземплярів кожного з томів.

## Томи
| Номер тому | Зміст | Рік видання | Кількість сторінок | ISBN              |
| ---------- | ----- | ----------- | ------------------ | ----------------- |
| 1          | А-Б   | 2012        | 352                | 978-966-14-3973-2 |
| 2          | Б-Г   | 2012        | 352                | 978-966-14-3974-9 |
| 3          | Г-Е   | 2013        | 352                | 978-966-14-4601-3 |
| 4          | Е-К   | 2013        | 352                | 978-966-14-4602-0 |
| 5          | К-Л   | 2013        | 352                | 978-966-14-4743-0 |
| 6          | Л-Н   | 2013        | 352                | 978-966-14-4744-7 |
| 7          | Н-П   | 2013        | 352                | 978-966-14-5612-8 |
| 8          | П-С   | 2013        | 352                | 978-966-14-5613-5 |
| 9          | С-Т   | 2013        | 352                | 978-966-14-5753-8 |
| 10         | Т-Я   | 2013        | 352                | 978-966-14-5754-5 |